# 径南镇
徑南镇是中华人民共和国广东省梅州市兴宁市下辖的一个乡镇级行政单位。，位於興寧東部，與梅縣相毗鄰。距離市區26公里。全鎮總面積136平方公里，人口3萬5千人。下轄24個行政村和2個居委會。

## 語言
徑南雖然全鎮講客家話，但徑心(原獨立的一個鎮，后併入徑南)一片的客家話偏梅縣口音，因而經常被其他興寧人誤認為是梅縣人。

## 行政区划
徑南镇下辖以下地区：
径南社区、官亭村、黄坑村、浊水村、章印村、柏塘村、坪埔村、陂蓬村、太阳村、珊田村、白石村、星耀村、先锋村、双梧村、东升村、章峰村、圩下村、胪声村、新洲村、坪宫村、马山村、宝山村、宝兴村、半径村和李莲村。